# Billy Ward (Boxer)
Billy Joe Ward (* 16. Juli 1993 in Bundaberg, Queensland; † 4. August 2013 in Gladstone, Queensland) war ein australischer Boxer im Halbfliegengewicht (bis 49 kg).

## Karriere
Der 1,63 m große Ward besuchte die Miriam Vale Primary School, die Yarwun Primary School, die Gladstone High School und das Australian Technical College in Gladstone. Er begann seine sportliche Karriere als Gymnastiker und gewann 2004 einen Juniorentitel im Bundesstaat Queensland. 2006 wechselte er zum Boxen, trainierte im Gladstone Amateur Boxing Club und gewann im Folgejahr den australischen Juniorentitel (U17).
Nachdem ihn eine Erkrankung am Ross-River-Virus 2008 zurückgeworfen hatte, kehrte er 2011 zurück und kam ins Halbfinale der australischen U19 Meisterschaften im Fliegengewicht. 2012 wechselte er ins Halbfliegengewicht und gewann sowohl die Australischen Meisterschaften als auch das ozeanische Qualifikationsturnier für die Olympischen Spiele 2012, wodurch er sich für dieses Turnier qualifizierte. Bei den Spielen selbst, wurde er jedoch bereits in der ersten Turnierrunde vom Kubaner Yosvany Veitía mit 26:4 deklassiert und landete damit zusammen mit den anderen Verlierern der Vorrunde auf Platz 17.
Überblick:
- 2012: 17. Platz Olympische Sommerspiele
- 2012: 1. Platz Ozeanische Olympiaqualifikation
- 2012: 1. Platz Australische Meisterschaft
- 2011: 3. Platz Australische Jugendmeisterschaft
- 2007: 1. Platz Australische Juniorenmeisterschaft

## Privates
Im Januar 2013 wurde Ward zu einer Geldstrafe verurteilt, nachdem er im November 2012 beim unerlaubten Betreten eines Grundstückes gestellt worden war und die einschreitenden Polizisten beleidigt und in einem Fall tätlich angegriffen hatte. Am 4. August 2013 beging er Suizid.